# 皆吉鳳徳
皆吉 鳳徳（みなよし ほうとく、? - 天保9年（1838年））は、江戸時代後期の薩摩藩の侍医。大久保利通の外祖父。

## 略歴
若いころに医学を志し、十数年に渡って江戸や長崎に遊学し、西洋医術を取得した。蘭学にも秀で、海に囲まれた薩摩藩が西洋のような大きな船を持つ必要があるとの信念の元、数年間の独学によって西洋型帆船の模型を作った。幕府によって大型船の建造は禁じられている（大船建造の禁）ため、藩は琉球の船の模造と偽り、鳳徳の手によって薩摩藩初の西洋帆船が建造され、伊呂波丸と名付けられた。この伊呂波丸は琉球を目指して運行を試みたが、暴風雨のため暗礁に衝突して大破した。
海防に関わる藩の重要人物となりかけていた30代のころ、薩摩藩のお家騒動である近思録崩れに巻き込まれ、近思録派として処罰を受け出水郷に蟄居の身となる。その後許されるも藩には戻らず、世捨て人のような暮らしとなる。西洋の袖筒を着て、坊主頭で牝牛の背中にまたがって市中を闊歩した。上級武士と出会った時は、下馬の礼をとらずにそのまま道ばたの草むらに牛首と一緒に自分の頭も突っ込んで通り過ぎるのを待つという奇人ぶりで、人々は「鳳徳の頭隠して尻隠さず」と笑ったという。
鳳徳は次女・ふくの長男である孫の利通をことのほか愛し、熱心に薫陶した。利通8歳の時に鳳徳が死去したのちは、近思録派の関勇助、有馬一郎が利通の教育にあたった。ふくの弟の皆吉金六（みなよしきんろく）も幼い利通に学問を教えている。